# Hyleoglomeris vittata
Hyleoglomeris vittata är en mångfotingart som beskrevs av Karl Wilhelm Verhoeff 1929. Hyleoglomeris vittata ingår i släktet Hyleoglomeris och familjen klotdubbelfotingar. Inga underarter finns listade i Catalogue of Life.